# Артабуйнк
Артабуйнк (арм. Արտաբույնք) — село в Вайоцдзорской области, Республика Армения. Село расположено в 160 км к юго-востоку от Еревана. Село расположено на тупиковой дороге, ведущей к Артабуйнку и Орбатеху, отходящей от объездной трассы, которая в обход Ехегнадзора и Вайка соединяет трассу Ехегнадзор — Мартуни (от села Шатин) с трассой Ереван — Горис в юго-восточном направлении.
В селе очень остро стоит вопрос аварийности домов и безработицы. Град и сильные дожди создают серьёзные повреждения сельским дорогам и домам.

## Достопримечательности
Рядом с селом расположены:
- Монастырь Цахкацкар Ванк (X—XI века);
- Крепость Смбатаберд (V—XIV века);
- Остатки города Остун (V—XIV века);
- Большой хачкар Орбелянов (XIV век);
- Кладбище князей Орбелянов (XIV век);
- Церковь Сурб Аствацацин (XIII век);
- Кафедральная церковь Зорац (1303 год);
- Остатки средневековой деревни и самое раннее из сохранившихся, еврейское кладбище (XI—XIV века);[6][7][8][9][10]

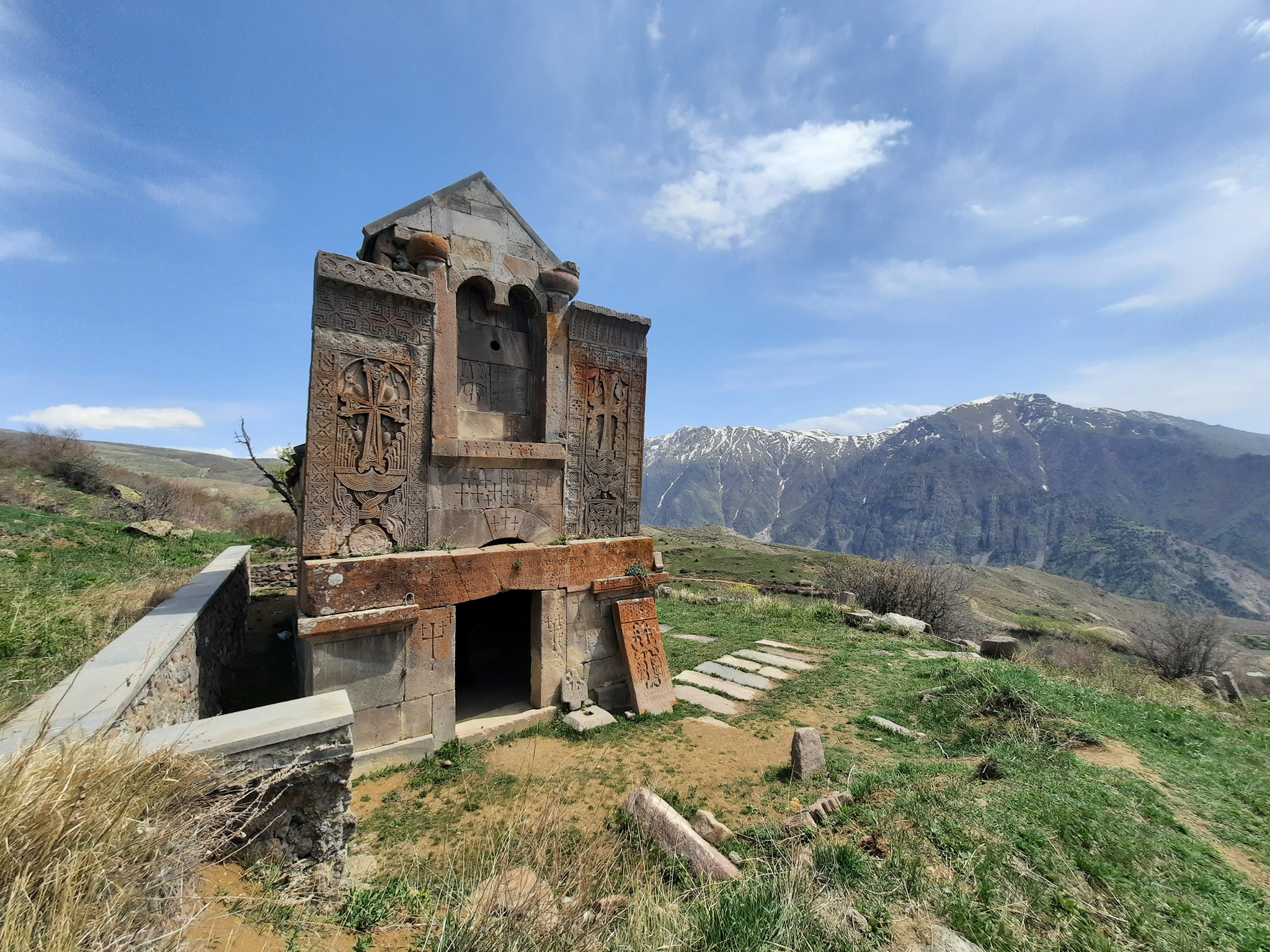
Двухэтажная церковь-гробница Святого Марка Цахаца
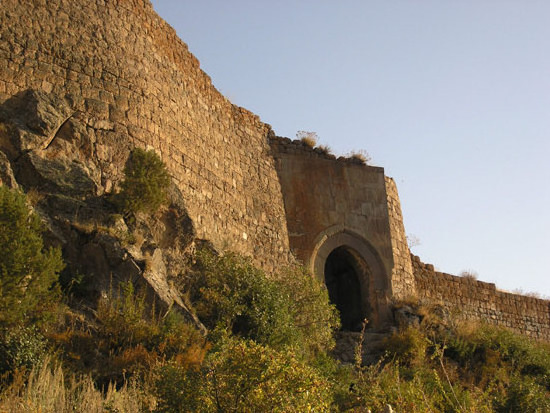
Развалины крепости Смбатаберд, V век
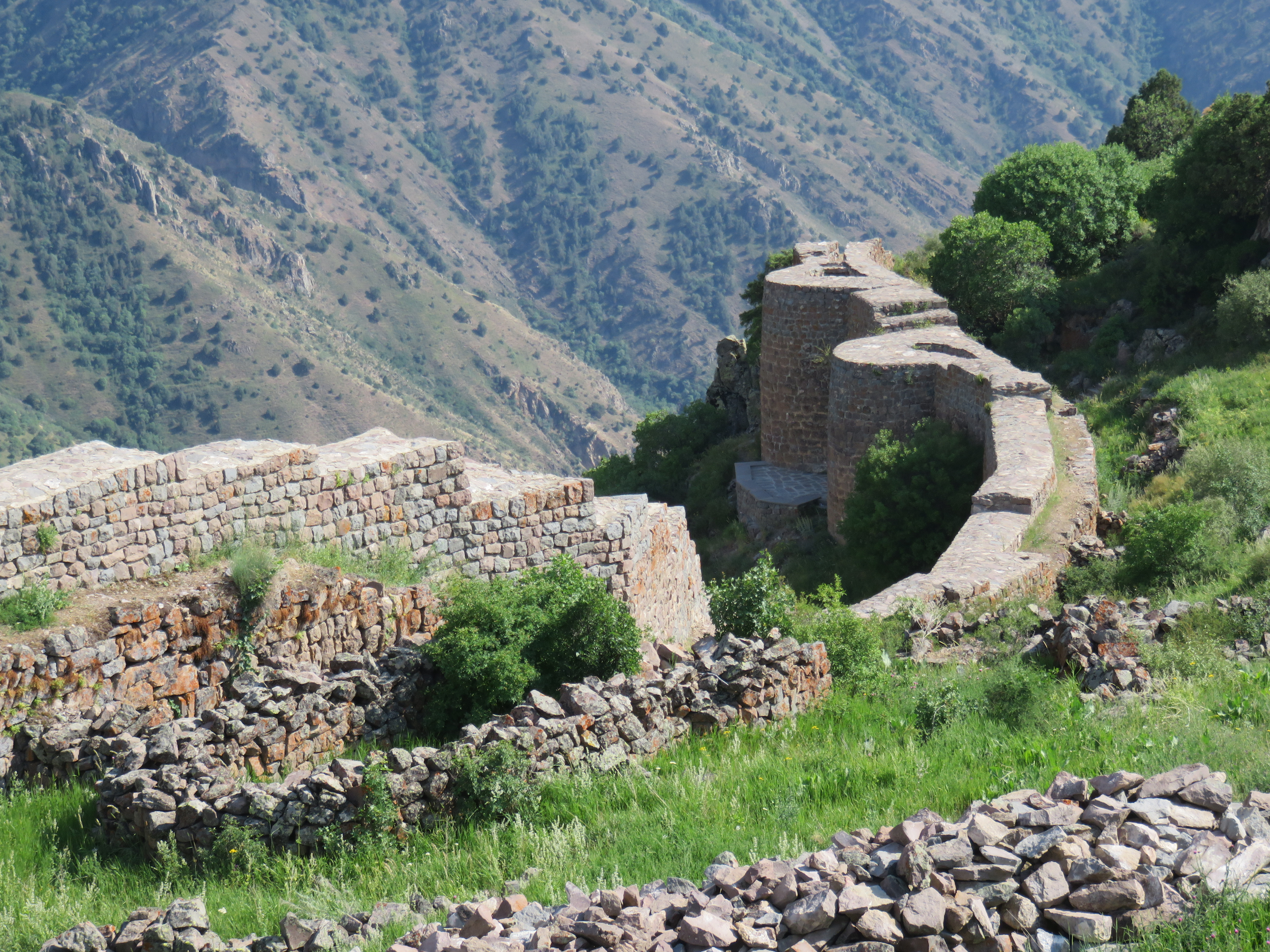

## Галерея

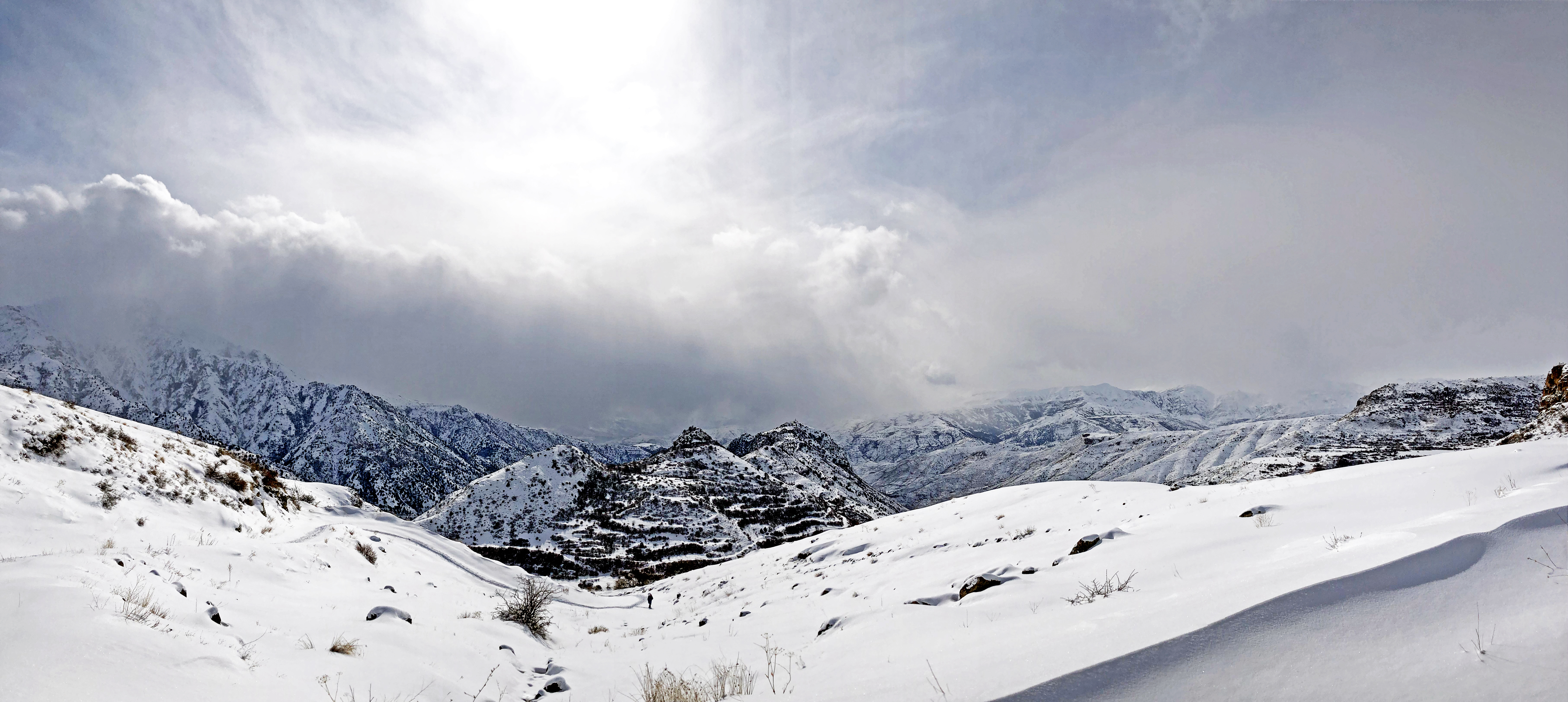
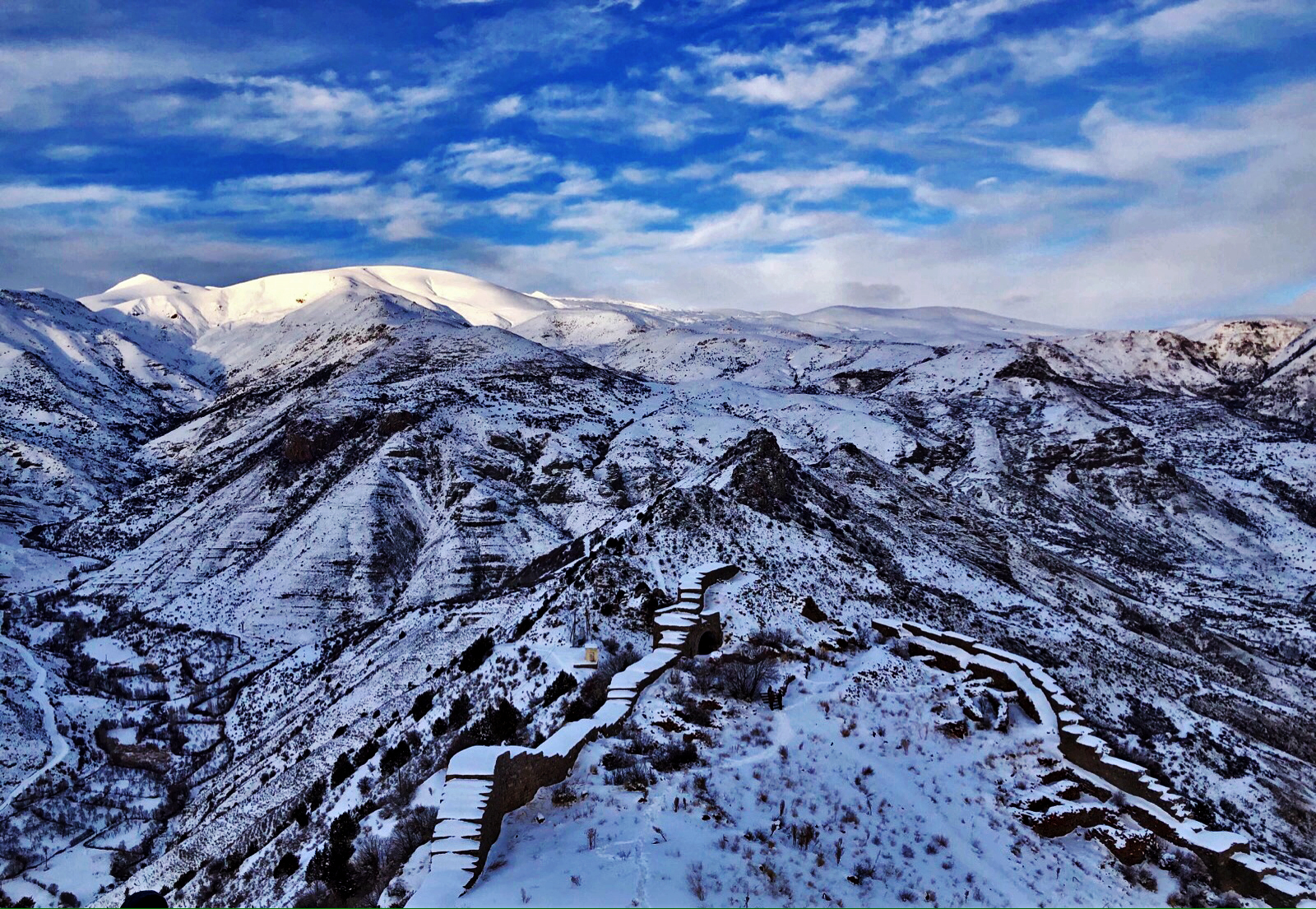

## Выдающиеся уроженцы
- Лусик Мкртчян — поэтесса и прозаик.[11]